# Milica Novaković
Milica Novaković (en serbio: Милица Новаковић; nacida Milica Starović, Novi Sad, 19 de mayo de 1988) es una deportista serbia que compite en piragüismo en la modalidad de aguas tranquilas.
Ganó dos medallas en el Campeonato Mundial de Piragüismo, plata en 2015 y bronce en 2017, y seis medallas en el Campeonato Europeo de Piragüismo entre los años 2015 y 2025.
En los Juegos Europeos consiguió tres medallas, oro en Bakú 2015 y plata y bronce en Cracovia 2023.

## Palmarés internacional
| Campeonato Mundial | Campeonato Mundial       | Campeonato Mundial | Campeonato Mundial |
| Año                | Lugar                    | Medalla            | Competición        |
| ------------------ | ------------------------ | ------------------ | ------------------ |
| 2015               | Milán (Italia)           | Medalla de plata   | K2 500 m           |
| 2017               | Račice (República Checa) | Medalla de bronce  | K1 200 m           |
| Juegos Europeos    |                          |                    |                    |
| Año                | Lugar                    | Medalla            | Competición        |
| 2015               | Bakú (Azerbaiyán)        | Medalla de oro     | K2 500 m           |
| 2023               | Cracovia (Polonia)       | Medalla de plata   | K1 200 m           |
| 2023               | Cracovia (Polonia)       | Medalla de bronce  | K1 500 m           |
| Campeonato Europeo |                          |                    |                    |
| Año                | Lugar                    | Medalla            | Competición        |
| 2015               | Račice (República Checa) | Medalla de bronce  | K2 1000 m          |
| 2015               | Račice (República Checa) | Medalla de bronce  | K2 500 m           |
| 2016               | Moscú (Rusia)            | Medalla de oro     | K2 1000 m          |
| 2024               | Szeged (Hungría)         | Medalla de bronce  | K1 500 m           |
| 2025               | Račice (República Checa) | Medalla de bronce  | K1 200 m           |
| 2025               | Račice (República Checa) | Medalla de bronce  | K1 500 m           |